# Bandera de la República Popular de la Xina
La bandera de la República Popular de la Xina, de color vermell, simbolitza la Revolució, amb cinc estrelles grogues de 5 puntes que simbolitzen, al seu torn, la unitat del poble revolucionari sota la direcció del Partit Comunista de la Xina (és per això que les estrelles petites estan totes orientades cap a l'estrella gran).
Aquesta bandera de la República Popular fou aprovada el 27 de setembre de 1949 per la Primera Sessió Plenària de la Conferència Consultiva Política del Poble Xinès. L'antiga bandera de la Xina havia estat adoptada el 1912, després de l'abolició de la monarquia xinesa i la instauració de la República de la Xina. Aquesta bandera tenia 5 franges de colors vermell, groc, blau, blanc i negre.
Després de la instauració de Mengkukuo com a Estat independent sotmès al Japó, aquest adoptà una bandera on les franges vermella, blava, blanca i negra eren només el quadrant superior esquerra, mentre que la resta de la bandera era de fons groc.

## Altres banderes

Bandera de la dinastia Qing (1889 - 1912)
Bandera de la República de la Xina (1912 - 1915)
Bandera de l'efímer Imperi de la Xina (1915 - 1916)
Bandera de la República de la Xina (1916 - 1928)
Bandera de la República de Xina (utilitzada avui en dia pel govern de Taiwan) (1928 - 1949)
Bandera de la República Soviètica de Xina (1931 - 1937)
Bandera de l'estat titella de l'Imperi Japonès Manxukuo (1932 - 1945)
Bandera de  l'estat titella de l'Imperi Japonès Mengkukuo (1936 - 1945)